# Перуничич, Ненад
Ненад Перуничич (серб. Nenad Peruničić; род. 1 мая 1971, Плевля) — гандболист, игравший на позиции левого полусреднего; тренер.

## Карьера

### Клубная
Ненад Перуничич начинал профессиональную карьеру выступая за югославские клубы «Югович» и «Црвена звезда». В 1993 году Перуничич перешёл во французский клуб «ПСЖ-Асньэре». В 1994 году Ненад Перуничич перешёл в испанский клуб «Бидасоа» Ирун. Перуничич помог в 1995 году выиграть чемпионат Испании и лигу чемпионов ЕГФ. В 1997 году Перуничич перешёл в немецкий клуб «Киль». В составе ГК Киль Ненад Перуничич выиграл три раза чемпионат Германии. В 2001 году Перуничич перешёл в немецкий клуб «Магдебург», где выиграл чемпионат Германии и лигу чемпионов ЕГФ. В 2004 году Перуничич перешёл в немецкий клуб «Валлау/Массенхайм». С 2005 года Ненад Перуничич выступал за катарский клуб «Аль-Ахли», венгерский клуб «Пик». В 2006 году Перуничич перешёл в испанский клуб «Барселона», которому помог стать чемпионом Испании. В 2007 году Ненад Перуничич перешёл в испанский клуб «Альхесирас». Заканчивал профессиональную карьеру Перуничич выступал в клубе «Црвена звезда», «Будучность» Подгорица. В 2015 году Ненад Перуничич снова выступал в сербском клубе «Црвена звезда», будучи главным тренером команды. Так же возглавлял сборную Сербии.       

### В сборной
Ненад Перуничич сыграл за сборную Югославии 141 матчей.

## Достижения
- Обладатель суперкубка Германии: 1998
- Обладатель кубка Венгрии: 2006
- Обладатель кубка ЕГФ: 1998
- Обладатель кубка Германии: 1998, 1999, 2000
- Победитель чемпионата Германии: 1998, 1999, 2000
- Победитель лиги чемпионов ЕГФ: 1995, 2002
- Победитель кубка обладателей кубков: 1997
- Обладатель суперкубка Испании: 1996
- Обладатель кубка Испании: 1996, 2007
- Победитель чемпионата Испании: 1995

## Статистика
| Сезон       | Клуб              | Лига       | Матчи | Голы | 7-метр | Голы |
| ----------- | ----------------- | ---------- | ----- | ---- | ------ | ---- |
| 1997/98     | ГК Киль           | Бундеслига | 28    | 183  | 33     | 150  |
| 1998/99     | ГК Киль           | Бундеслига | 26    | 162  | 9      | 153  |
| 1999/2000   | ГК Киль           | Бундеслига | 31    | 157  | 10     | 147  |
| 2000/01     | ГК Киль           | Бундеслига | 36    | 224  | 7      | 217  |
| 2001/02     | Магдебург         | Бундеслига | 32    | 150  | 7      | 143  |
| 2002/03     | Магдебург         | Бундеслига | 26    | 103  | 0      | 103  |
| 2003/04     | Магдебург         | Бундеслига | 3     | 11   | 0      | 11   |
| 2004/05     | Валлау/Массенхайм | Бундеслига | 25    | 34   | 0      | 34   |
| 1997 — 2004 | Итого             | Бундеслига | 207   | 1024 | 66     | 958  |